# Szultán Huszajn perzsa sah
Szultán Huszajn, modern perzsa kiejtéssel Szoltán Hoszejn (1668 októbere – Iszfahán, 1726 novembere) I. Szulajmán fia, Perzsia sahja (uralkodott 1694. július 29-étől 1722. október 23-áig), a Szafavida-dinasztia tagja volt. A síita papság megerősödő befolyása miatt szunnita afgán alattvalói fellázadtak ellene, 1722-ben megbuktatták, majd családja nagy részét kiirtották és végül vele is végeztek. Uralkodása végére Perzsiát a teljes anarchia jellemezte, amelyet az idegen nagyhatalmak hódításra próbáltak felhasználni.

## Egy gyenge uralkodó
I. Szulejmán Szafi elsőszülött fia apja halálát követően örökölte a trónt 1694. július 29-én, és augusztus 7-én koronázták meg a Szaadábád-palota tükörtermében. Mélyen vallásos síita, ám kevéssé tehetséges uralkodó volt, akit a palotabeli eunuchok emeltek trónra. Fivére, az energikusabb Abbász uralkodása alatt többször megpróbálta megszerezni a hatalmat, ám hiába. Szultán Huszejn idején a síita egyházi vezetők – különösen Muhammad Bákir Madzsliszí, később pedig unokája, Muhammad Huszajn főmollá – gyakorolták a valódi hatalmat. A későbbiekben nőrokona, Marjam Bégum hercegnő befolyása alá került, alkoholista lett, és apjához hasonlóan inkább a hárem örömeivel foglalkozott, mintsem birodalma ügyeivel.
A síita vallásfejlődés szempontjából ez az időszak rendkívül termékenynek bizonyult, számos teológiai és jogi mű született, és a vallási tanok ekkor stabilizálódtak végleg. A síita tanok terjesztése céljából épült meg a palotanegyedet nyugatról szegélyező Csahár Bág sugárúton a „Sah anyjának madraszája” (perzsául Madrasze-je mádar-e sáh) amely különleges nevét onnan kapta, hogy a finanszírozására tett alapítvány (vakf) a sah édesanyja által alapított közeli karavánszeráj jövedelmeinek egy meghatározott hányadát tette ki. Mindehhez a nem muszlimok, a szunniták és a szúfizmus elleni erőszakos fellépés társult, aminek gazdasági aspektusa is volt: az örmény keresztény és indiai hindu kereskedők tőkéje mind kevésbé gazdagította az országot. Velük együtt helyi zsidó és zoroasztriánus közösségek az erőszakos áttérítések hatására készséggel támogatták a hamarosan kirobbanó szunnita felkelést.

## Lázadások

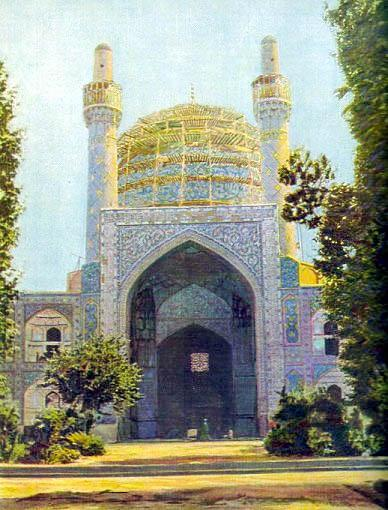
A Sah anyjának madraszája vagy Csahár Bág madrasza Szultán Huszajn uralkodásának emléke (National Geographic, 1921)

A szunnitizmus a mai Afganisztán területén, a Szafavidák által 17. században meghódított vidékeken meglehetősen erős maradt, így a lázadás is itt kezdődött 1709-ben. A pastu afgán gilzaj törzs ekkor foglalta el Kandahárt az alig ellenálló, évtizedek óta elhanyagolt szafavida hadseregtől. A gilzaj lázadók mellé 1716-ban a heráti abdálik is csatlakoztak, miután Mahmúd gilzaj vezető legyőzte és maga mellé állította őket, és rövidesen a kaukázusi és zagroszi szunniták is fellázadtak, felvéve a kapcsolatot az Oszmán Birodalommal. Az afgánok végül Mahmúd vezetésével 1722-ben támadtak Iszfahánra, amit, miután legyőzték a szafavidák seregét, három hónapig éheztettek. A sah végül megadta magát, és október 23-án személyesen adta át diadémját Mahmúdnak.

## Afgán uralom alatt
A Szafavida-család az afgánok fogságába került, akik 1725. február 8-án mészárlást hajtottak végre a dinasztia még élő tagjai között: többek között Huszajn tizennégy fiából tizenkettő és a sah mind a hat fivére életét vesztette ezen a napon. A mészárlást megállítani akaró Szultán Huszajn maga is megsérült, de két kisfia életét meg tudta menteni. A lassanként megőrülő Mahmúd Hutákí 1725. április 25-én meghalt – elképzelhető, hogy meggyilkolták –, utódja pedig unokatestvére, Asraf kán lett. Asraf az egyre erősödő iráni ellenállást látva jobbnak látta a maradék Szafavidákkal is végezni, így 1726 novembere körül Szultán Huszajn és korábban megkímélt két fia is életét vesztette. A családot a híres síita vallási központban, Gomban temették el.
Az afgánoknak nem sikerült kiirtaniuk a teljes családot, és Perzsia nyugati és északi területeit sem tudták elfoglalni. Huszajn trónörököse, a magát már 1722-ben sahhá kikiáltó II. Tahmászp Iszfahán ostroma alatt el tudott menekülni, és a lojális horászáni síita asráf törzs vezetője, Nádir kán segítségével 1729-re megdöntötte az afgánok hatalmát, sőt az időközben zűrzavart kihasználó, Iránra támadó Oszmán Birodalom és Oroszország ellen is eredményesen tudta felvenni a harcot – igaz, a sors fintoraként végül Nádir buktatta meg végleg a Szafavidák uralmát.

## Házasságai, utódai
Szultán Huszajnnak számos feleségétől – többek között V. Vahtang grúz király és Kaihoszro grúz király kartli grúz királyok egy-egy lányától – legalább tizennégy fia és tizenkét lánya született. Fiai közül csak Tahmászp, az 1722 márciusában harmadiknak kijelölt trónörökös, illetve a szökésével az ominózus mészárlást kiváltó Iszmáíl élte túl az afgán uralmat, de ez utóbbit fivére végeztette ki 1732-ben. Tahmászpot két fiával, III. Abbásszal és Iszmáíllal együtt Nádir sah fia végeztette ki 1740-ben.
Huszajn számos lánya közül egy Mahmúd, egy pedig Asraf sahhoz ment feleségül, egyet-egyet pedig az afgánok legfőbb vallási és katonai vezetőjének adtak feleségül, egy-egy Nádirhoz és Ibráhím nevű fivéréhez ment feleségül, egyikük egy bizonyos grúz Dávid herceg felesége lett, a többieket pedig a terebélyes Szafavida-családon belül házasították ki. Az egyik ilyen hercegi pártól származott III. Iszmáíl, aki a Szafavidák közül utolsóként viselte, ha a Zand Karím kán bábjaként is, a sahi címet.

## Külső hivatkozások
- Christopher Buyers: The Royal Ark/Persia/Safawi Dynasty